# Однопереходный транзистор
Схемные изображения однопереходных транзисторов

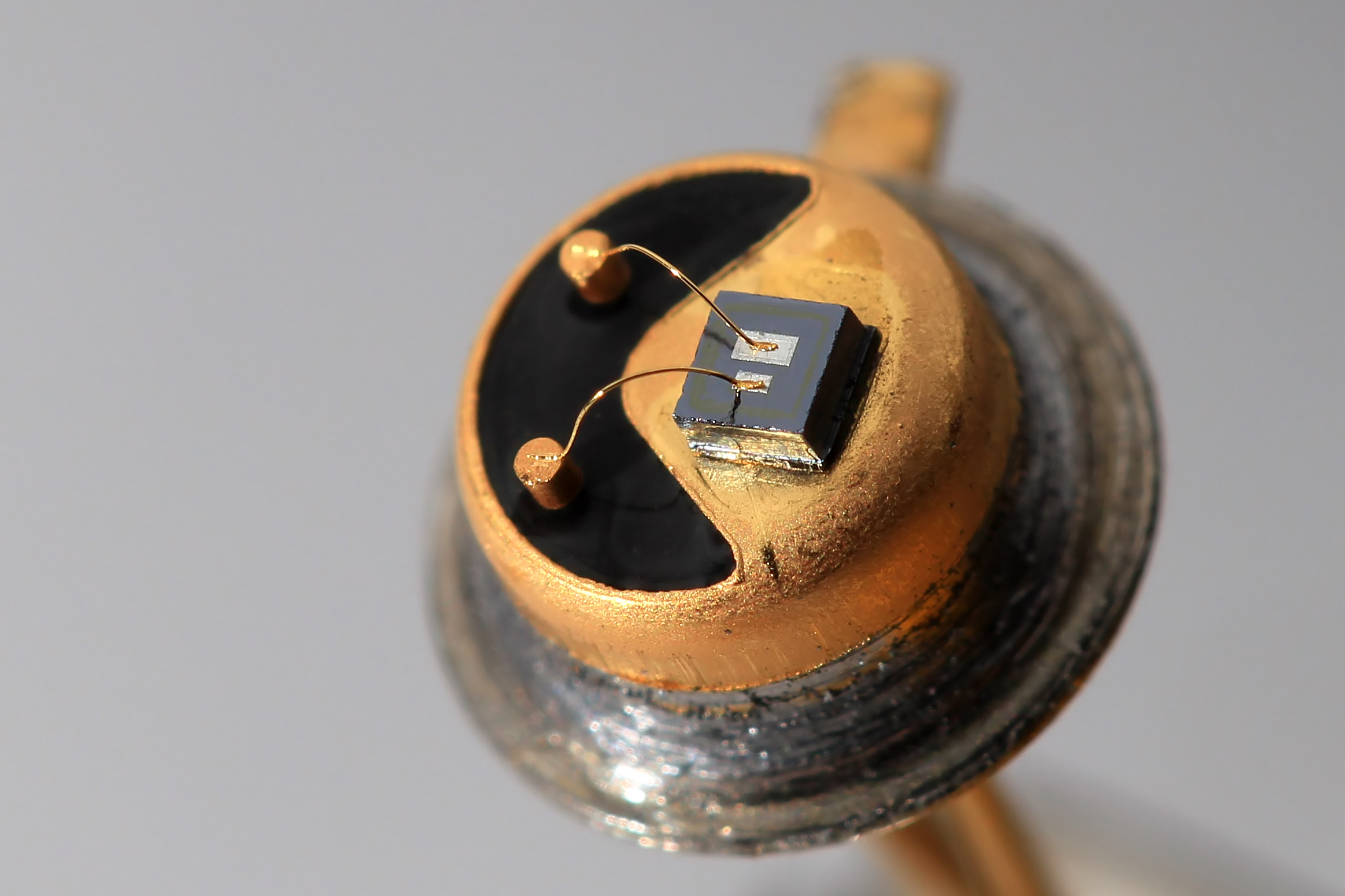
Строение транзистора 2Т117Б:
Крупный контакт — эмиттер, малый контакт — Б1, нижняя сторона кристалла — Б2

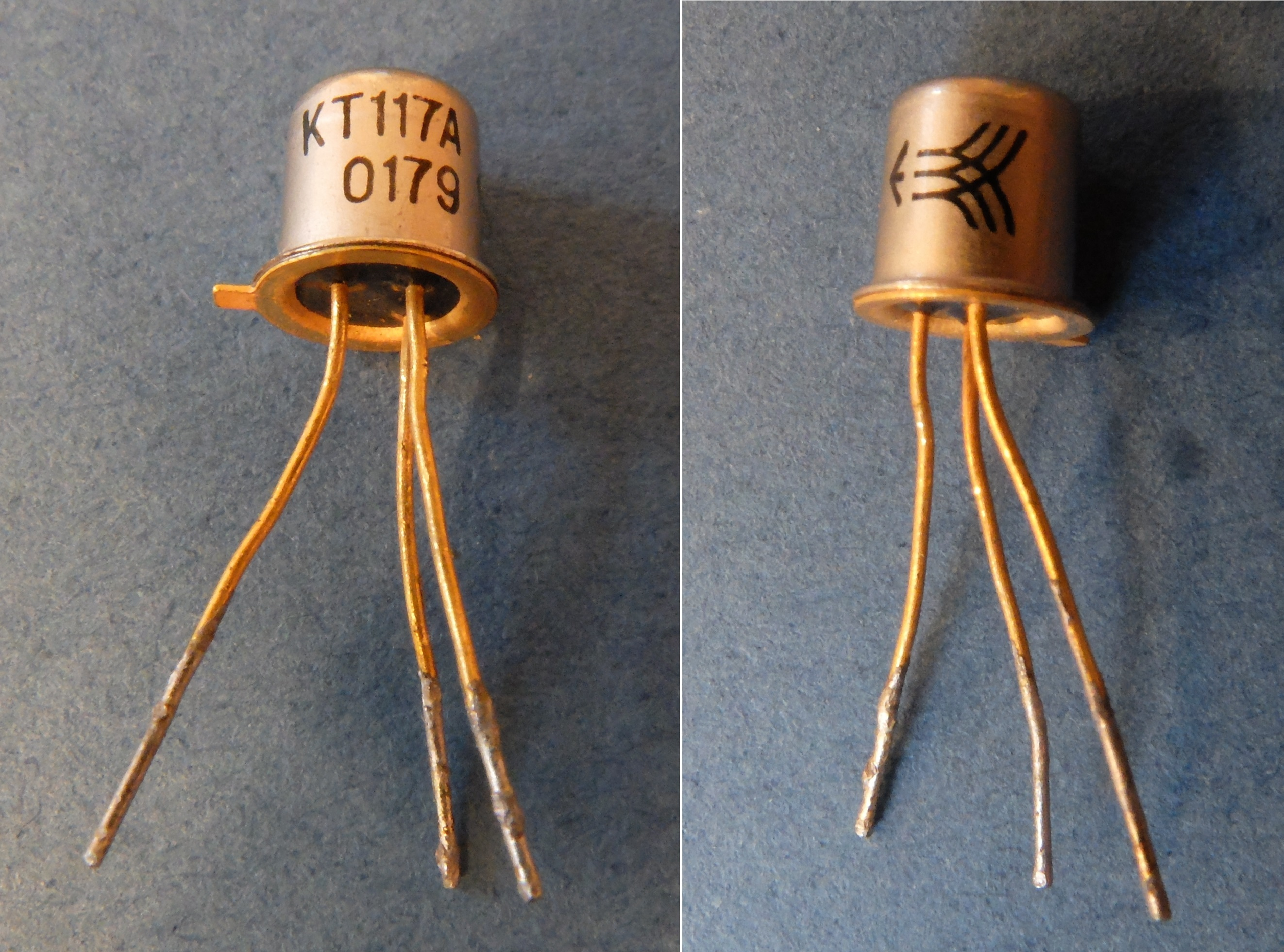
Транзистор КТ117А, Ульяновский радиоламповый завод

Одноперехо́дный транзи́стор (двухбазовый диод, ОПТ) — полупроводниковый прибор с тремя электродами и одним p-n переходом. Однопереходный транзистор принадлежит к семейству полупроводниковых приборов с вольт-амперной характеристикой, имеющей участок с отрицательным дифференциальным сопротивлением.

## Устройство и обозначение

Основой транзистора является кристалл полупроводника (например n-типа), который называется базой. На концах кристалла имеются омические контакты Б1 и Б2, между которыми располагается область, имеющая выпрямляющий контакт Э с полупроводником p-типа, выполняющим роль эмиттера.
Выпускался в СССР и имел обозначение КТ 117А (Б, В, Г).
Зарубежные аналоги — 2N6027, 2N6028 — выпускаются и сейчас.

## История
Конструкция прибора относится к сплавным структурам на брусках германия, впервые описанным Шокли, Пирсоном и Хайнсом. В то время такая структура называлась нитевидным транзистором. В процессе развития прибор имел объёмную структуру, затем диффузионно-планарную и, наконец, эпитаксиально-планарную. Изменялось и его название от «диода с двойной базой» до последнего «однопереходного транзистора».

## Принцип работы
Усилительные и переключающие свойства ОПТ обусловлены изменением сопротивления базы в результате инжекции в неё неосновных носителей зарядa.

Эквивалентная схема замещения

Вольт-амперная характеристика однопереходного транзистора. - напряжение пика (напряжение обратимого пробоя), - напряжение впадины.

Принцип действия однопереходного транзистора удобно рассматривать воспользовавшись эквивалентной схемой, где верхнее сопротивление {\displaystyle R_{B1}} и нижнее сопротивление {\displaystyle R_{B2}} — сопротивления включенные между соответствующими выводами базы и эмиттером, а диод показывает эмиттерный р-n переход.
При работе транзистора к выводу базы B1 относительно вывода базы B2 прикладывается положительное напряжение смещения {\displaystyle V_{E-B2}} вызывающее протекание тока через последовательно соединённые сопротивления {\displaystyle R_{B1}} и {\displaystyle R_{B2}}, что создаёт на них падение напряжения. Если напряжение на эмиттере {\displaystyle U_{e}} относительно вывода базы B2 меньше падения напряжения на сопротивлении {\displaystyle R_{B2}} то диод закрыт, и через него течёт только обратный ток утечки — участок вольт-амперной характеристики (ВАХ) при напряжении ниже {\displaystyle V_{m}.} Когда же напряжение {\displaystyle V_{E-B2}} становится выше напряжения на сопротивлении {\displaystyle R_{B2}}, диод начинает пропускать ток в прямом направлении. При этом падение напряжения на сопротивлении {\displaystyle R_{B2}} уменьшается из-за инжекции носителей заряда в область полупроводника прибора  соответствующей {\displaystyle R_{B2},} что приводит к увеличению тока через диод в цепи вывод E — {\displaystyle R_{B2},} это, в свою очередь, вызывает ещё большее уменьшение сопротивления {\displaystyle R_{B2}} и падения напряжения на нём. Этот процесс развивается лавинообразно. Сопротивление {\displaystyle R_{B2}} уменьшается быстрее, чем увеличивается ток через р-n переход, в результате на ВАХ однопереходного транзистора появляется область отрицательного сопротивления (участок A-B). При дальнейшем увеличении тока зависимость сопротивления {\displaystyle R_{B2}} от тока через р-n переход уменьшается, и при значениях бо́льших некоторой величины {\displaystyle I_{A}} (участок B-C) сопротивление не зависит от тока (область насыщения).
При уменьшении напряжения смещения {\displaystyle V_{E-B2}} ВАХ смещается влево и при нулевом напряжении смещения обращается в характеристику полупроводникового диода.

## Параметры ОПТ
Основными параметрами однопереходных транзисторов являются:
- межбазовое сопротивление {\displaystyle R_{BB}=R_{B1}+R_{B2};}
- коэффициент передачи {\displaystyle \eta }, характеризующий напряжение переключения и определяется по формуле:

{\displaystyle \eta ={\frac {R_{B1}}{R_{B1}+R_{B2}}}={\frac {R_{B1}}{R_{BB}}};}
- напряжение срабатывания {\displaystyle V_{P}} — минимальное напряжение на эмиттере, необходимое для перехода прибора из состояния с большим сопротивлением в состояние с отрицательным сопротивлением;
- ток включения {\displaystyle I_{P}} — минимальный ток, необходимый для включения однопереходного транзистора, то есть перевода его в область отрицательного сопротивления;
- ток выключения {\displaystyle I_{A}} — наименьший эмиттерный ток, удерживающий транзистор во включенном состоянии;
- напряжение выключения {\displaystyle V_{A}} — напряжение на эмиттерном переходе при токе через него, равном Iвыкл;
- обратный ток эмиттера {\displaystyle I_{b}} — ток утечки закрытого эмиттерного перехода.

## Применение
Однопереходные транзисторы получили широкое применение в различных устройствах автоматики, импульсной и измерительной техники — генераторах, пороговых устройствах, делителях частоты, реле времени и т. д. Хотя основной функцией ОПТ является переключатель, в основном функциональным узлом среди большинства схем на ОПТ является релаксационный генератор.
В связи с относительно большим объёмом базы однопереходные транзисторы уступают биполярным по частотным характеристикам.